# Acanthophyllum scapiflorum
Acanthophyllum scapiflorum är en nejlikväxtart som först beskrevs av Akhtar, och fick sitt nu gällande namn av H. Schiman-czeika. Acanthophyllum scapiflorum ingår i släktet Acanthophyllum och familjen nejlikväxter. Inga underarter finns listade i Catalogue of Life.